# Plinius (Mondkrater)
Plinius ist ein Einschlagkrater auf der nordöstlichen Mondvorderseite, zwischen Mare Serenitatis und Mare Tranquillitatis im Süden. Nordwestlich von Plinius enden die Montes Haemus im Ausläufer des Promontorium Archerusia. Ein System von Mondrillen, die Rimae Plinius, verlaufen von dort in nordöstlicher Richtung.
Der Krater weist ausgeprägte Terrassierung und einen Zentralberg im Inneren auf.
| Buchstabe | Position           | Durchmesser | Link |
| --------- | ------------------ | ----------- | ---- |
| A         | 12,98° N, 24,16° O | 4 km        |      |
| B         | 14,09° N, 26,27° O | 7 km        |      |

Der Krater wurde 1935 von der IAU nach dem römischen Naturforscher Plinius dem Älteren offiziell benannt.